# Francisco Apaolaza
Juan Francisco Apaolaza (Magdalena, Argentina; 19 de junio de 1997) es un futbolista argentino que juega como delantero en el Antigua GFC de la Liga Nacional de Fútbol de Guatemala.

## Trayectoria
Llegó a las inferiores de Estudiantes en el 2012, club del cual es hincha. A finales del 2014 se fue a Malasia a disputar un torneo sub-18 con Estudiantes. Luego de pasar por todas las categorías de Estudiantes de La Plata, en 2016 fue parte de la reserva del club pincharrata. A mediados de aquel año fue campeón en un torneo sub-19 en Malasia, siendo el goleador del torneo. En 2017 fue el principal goleador de la reserva de Estudiantes de La Plata, por lo que fue incluido por Gustavo Matosas en la lista de buena fe para afrontar la Copa Sudamericana 2017, en la que se le asignó el dorsal 9. Luego de ser el goleador del torneo de reserva con 12 goles, en 2018 llegó a primera, e hizo su debut profesional el 20 de abril en el Estadio Ciudad de La Plata en una derrota frente a Belgrano, bajo las órdenes de Lucas Bernardi. El 4 de mayo firmó su primer contrato profesional, el cual lo ligaba a Estudiantes hasta junio del 2020. Apaolaza hizo su primer gol en su debut por Copa Libertadores frente a Grêmio, por el partido de ida de los octavos de final de la Copa Libertadores 2018. Apaolaza marcó su primer gol en primera el 2 de septiembre del 2018 frente a Independiente en un partido en el que su equipo terminaría empatando 2-2 tras estar ganando 2-0. En ese mismo partido Apaolaza convirtió el 3-2 para su equipo, el cual fue invalidado por una posición adelantada inexistente. Jugó al lado de Mariano Ándujar, Leandro Desábato, Gaston Fernandez, Mariano Pavone, entre otros.
El 18 de enero del 2019 fue confirmado como nuevo refuerzo de Patronato por 6 meses sin cargo y sin opción de compra.  Fue un pedido expreso de Mario Sciacqua y de su asistente Facundo Besada, quien ya lo conocía. Sin embargo, por un tema de lesiones solo sumó 42 minutos en 2 partidos.
Luego de esperar ofertas de Europa, las cuales no llegaron, Apaolaza fichó con Instituto por una temporada con opción de compra de U$S 750 mil por el 50% de su pase. Antes de pasar a préstamo, prolongó su contrato hasta junio del 2021 con Estudiantes.
Luego de que no se ejecutara la opción de compra y al no estar en los planes del director técnico Leandro Desábato, se marchó cedido a préstamo a Club Atlético Atenas de la Segunda División de Uruguay hasta diciembre del 2020 sin opción de compra y sin cargo.
A inicios del 2021, su nombró sonó fuerte en Perú para reforzar la delantera de Universitario de cara a la Copa Libertadores 2021 y al torneo peruano. Sin embargo, al no avanzar las negociaciones y ante la negativa de la gerencia crema, el 18 de enero volvió a entrenar con Estudiantes de La Plata junto a Manuel Castro, quien estaba a préstamo en Atlanta United.
A finales de 2022, extiende su contrato con Estudiantes hasta diciembre de 2023 y sale a préstamo a Arsenal de Sarandí y con una opción de compra a cambio de USD 1.000.000.
En diciembre de 2022 al no tener oportunidades en Estudiantes de La Plata, decide rescindir con el club para seguir su carrera deportiva en el Club Carabobo de Venezuela.

## Estadísticas
- Actualizado hasta el 25 de octubre de 2022.

| Club                                      | Temporada     | Liga          | Liga     | Liga  | Copa nacional | Copa nacional | Copa internacional | Copa internacional | Total    | Total |
| Club                                      | Temporada     | División      | Partidos | Goles | Partidos      | Goles         | Partidos           | Goles              | Partidos | Goles |
| ----------------------------------------- | ------------- | ------------- | -------- | ----- | ------------- | ------------- | ------------------ | ------------------ | -------- | ----- |
| Estudiantes de La Plata Argentina         | 2017-18       | 1ª            | 3        | 0     | 0             | 0             | 0                  | 0                  | 3        | 0     |
| Estudiantes de La Plata Argentina         | 2018-19       | 1ª            | 14       | 1     | 3             | 0             | 2                  | 1                  | 19       | 2     |
| Estudiantes de La Plata Argentina         | 2021          | 1ª            | 21       | 4     | 5             | 1             | 0                  | 0                  | 26       | 5     |
| Patronato Argentina                       | 2018-19       | 1ª            | 4        | 0     | 1             | 0             | 0                  | 0                  | 3        | 0     |
| Instituto Atlético Central Argentina      | 2019-20       | 2ª            | 13       | 1     | 0             | 0             | 0                  | 0                  | 13       | 1     |
| Club Atlético Atenas · Uruguay            | 2020          | 2ª            | 3        | 1     | 0             | 0             | 0                  | 0                  | 3        | 1     |
| Arsenal de Sarandi Argentina              | 2022          | 1ª            | 19       | 1     | 8             | 0             | 0                  | 0                  | 27       | 1     |
| Carabobo FC · Venezuela                   | 2023          | 1ª            | 22       | 4     | 0             | 0             | 2                  | 0                  | 0        | 0     |
| Antigua Guatemala Fútbol Club · Guatemala | 2025          | 1ª            |          |       |               |               |                    |                    |          |       |
| Total carrera                             | Total carrera | Total carrera | 83       | 8     | 9             | 1             | 2                  | 1                  | 94       | 28    |

1. ↑  Incluye la Copa de la Superliga Argentina y la Copa de la Liga Profesional.
2. ↑  Incluye la Copa Argentina.
3. ↑  Incluye la Copa Sudamericana y Copa Libertadores.

## Palmarés

### Campeonatos nacionales
| Torneo          | Equipo      | País      |
| --------------- | ----------- | --------- |
| Torneo Apertura | Carabobo FC | Venezuela |

### Campeonatos internacionales
| Torneo                       | Equipo                         | Sede    |
| ---------------------------- | ------------------------------ | ------- |
| Frenz International Cup 2016 | Estudiantes de La Plata Sub-19 | Malasia |

### Distinciones individuales
| Distinción                                              | Año  |
| ------------------------------------------------------- | ---- |
| Máximo Goleador de la Frenz International Cup (5 goles) | 2016 |